# II & III
II & III è il secondo album in studio del gruppo musicale statunitense Camper Van Beethoven, pubblicato nel 1986.

## Tracce
Side 1
1. Abundance - 1:53
2. Cowboys from Hollywood - 1:43
3. Sad Lovers Waltz - 4:03
4. Turtlehead - 1:16
5. I Love Her All the Time (Sonic Youth cover) - 2:16
6. No Flies on Us - 1:46
7. Down and Out - 1:35
8. No Krugerrands for David - 2:32
9. (Don't You Go To) Goleta - 1:21
10. 4 Year Plan - 1:49

Side 2
1. (We're A) Bad Trip - 2:32
2. Circles - 2:52
3. Dust Pan - 1:54
4. Sometimes - 2:37
5. Chain of Circumstance - 2:27
6. ZZ Top Goes to Egypt - 3:07
7. Cattle (Reversed) - 2:50
8. Form Another Stone - 2:09
9. No More Bullshit - 3:08